# Bromato de bario
El bromato de bario es un compuesto inorgánico del grupo de las sales, constituido por aniones bromato {\displaystyle {\ce {BrO3-}}} y cationes bario {\displaystyle {\ce {Ba^{2+}}}}, cuya fórmula química es {\displaystyle {\ce {Ba(BrO3)2}}}.
Se presenta como el monohidrato {\displaystyle {\ce {Ba(BrO3)2*H2O}}} incoloro, con cristales prismáticos. Pierde el agua de cristalización por debajo del 190 °C y se descompone a 265 °C dando bromuro de bario {\displaystyle {\ce {BaBr2}}} y oxígeno:
{\displaystyle {\ce {Ba(BrO3)2 ->[\Delta] BaBr2 + 3O2}}}
Su solubilidad en agua es baja y aumenta con la temperatura: a 25 °C solo 0.782 g en 100 ml de agua y 5,71 g en 100 ml de agua a 100 °C.
Puede obtenerse a partir de la reacción de hidróxido de bario {\displaystyle {\ce {Ba(OH)2}}} con bromato de sodio {\displaystyle {\ce {NaBrO3}}} según la reacción:
{\displaystyle {\ce {Ba(OH)2 + 2 NaBrO3 -> Ba(BrO3)2 + 2NaOH}}}
El bromato de bario se utiliza en la obtención de otros bromatos.